# Condado de Atchison (Missouri)
O Condado de Atchison é um dos 114 condados do estado americano de Missouri. A sede do condado é Rock Port, e sua maior cidade é Rock Port. O condado possui uma área de 1 418 km² (dos quais 7 km² estão cobertos por água), uma população de 6 430 habitantes, e uma densidade populacional de 5 hab/km² (segundo o censo nacional de 2000). O condado foi fundado em 1845.